# San Marcelino (Valencia)
San Marcelino (en valenciano y oficialmente Sant Marcel·lí) es un barrio obrero de la ciudad de Valencia (España), perteneciente al distrito de Jesús. Está situado al suroeste de la ciudad y limita al norte con La Cruz Cubierta y L'Hort de Senabre y al este, al sur y al oeste con San Isidro y Camino Real. Su población en 2022 era de 9964 habitantes.

## Historia

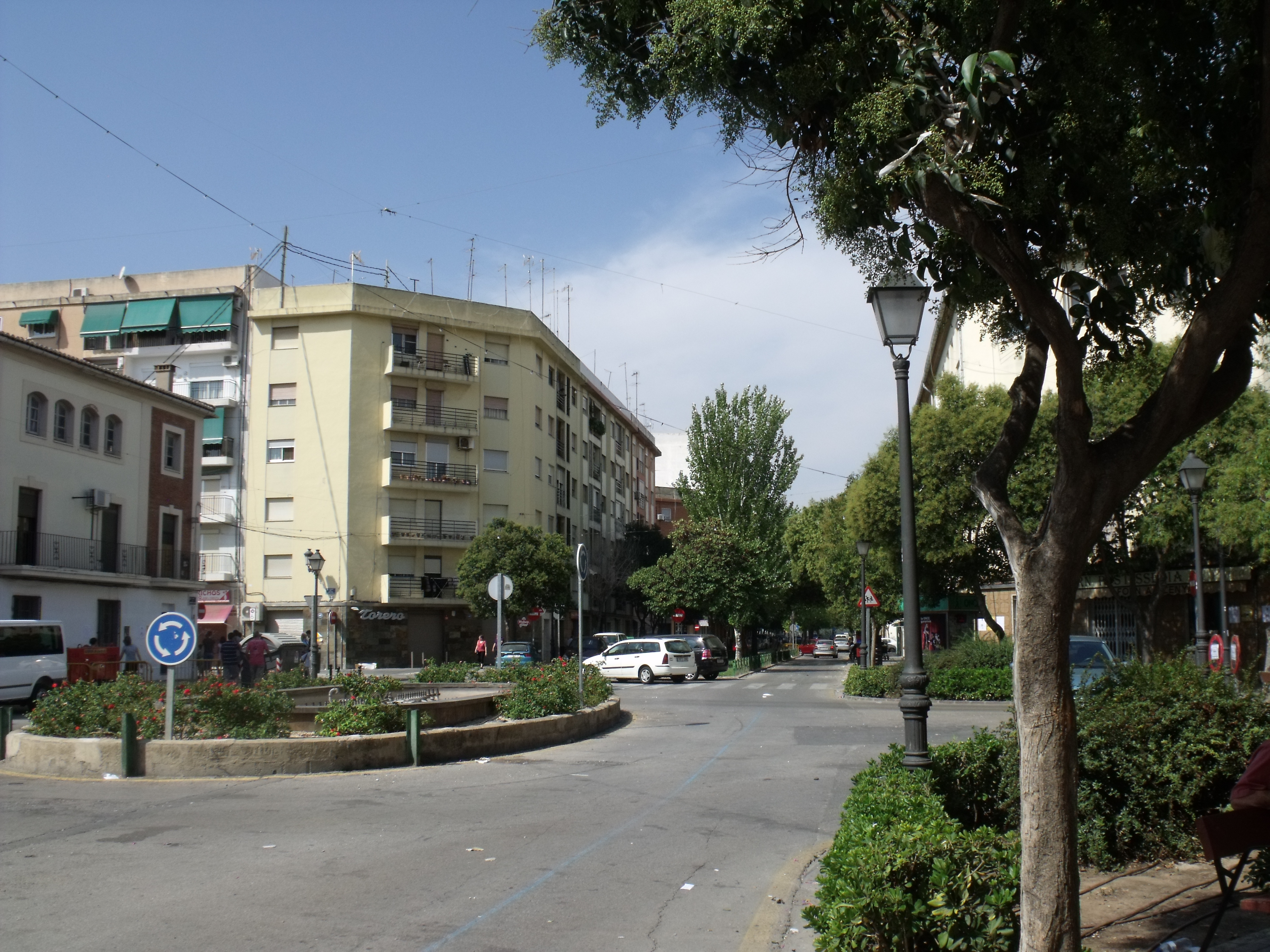
Calle dedicada a Marcelino Olaechea, eje central del barrio.

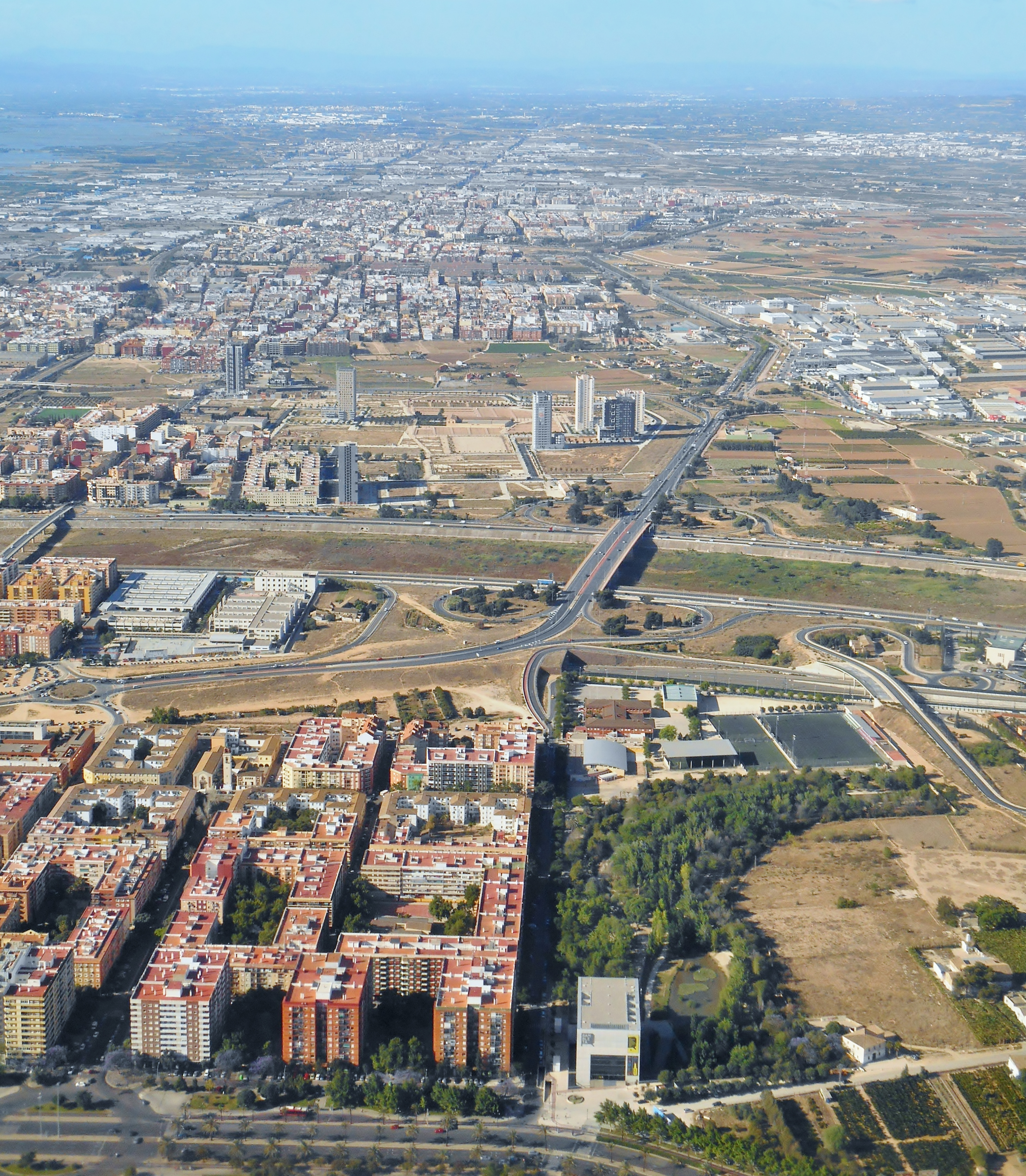
Vista aérea del barrio de San Marcelino.

El barrio de San Marcelino surgió como un grupo de viviendas sociales para familias muy modestas. En los años cuarenta del siglo XX, a instancias del ayuntamiento de Valencia y promovidos por diferentes organismos públicos e instituciones privadas, se construyeron grupos de viviendas sociales en diferentes zonas del término municipal, generalmente bastante alejadas del centro histórico, por ejemplo en barrios como Benicalap, la Torre o Ayora.
Las características de las viviendas reflejaban la penuria de los materiales empleados, y las limitaciones de presupuesto, sujeto todo ello al cumplimiento de normativas y ordenanzas. Así ya en 1943 se modificó el proyecto del Grupo Ramiro Ledesma, reduciendo el número de alturas a cuatro, para evitar la instalación de ascensores a la que obligaba la nueva Ordenanza de ascensores del Instituto Nacional de la Vivienda.
La compra de terrenos en el extrarradio de la ciudad fue la opción más viable localizar estas viviendas. La forma tipo que adoptarán más frecuentemente es la de bloque cerrado de planta regular en torno a un patio central comunitario, en referencia a modelos centroeuropeos que también se utilizaron en edificios para personas de mayor capacidad económica, como la Finca Ferca (cuyo nombre oficial es Sección D de la Finca de Agentes Comerciales).
El contexto ideológico de la posguerra, periodo de influencia del nacionalcatolicismo, se manifiestaba en la organización de bloques y barriadas al hacer de la iglesia un edificio esencial en la composición de los nuevos barrios y grupos de viviendas. Por otro lado, se intentaba vincular el aspecto de los bloques de edificios a un modelo de modesta arquitectura popular rural, justificando así lo que era una necesidad por la carencia de mejores medios y materiales.
Así, San Marcelino se organizó como un conjunto de manzanas completas de bloques de cuatro plantas de viviendas baratas que usaban el revoque para los paños del muro exterior y que se articulaban en torno a una manzana que incluía la iglesia parroquial como elemento dominante.
El primer proyecto de edificación de San Marcelino data de 1949. Está firmado por los arquitectos Pablo Soler Lluch y Carlos E. Soria Pérez. El emplazamiento elegido para el grupo de viviendas se encontraba entre el Cementerio General de Valencia y el Camino Real de Madrid (posteriormente denominado calle de San Vicente Mártir). El acceso principal venía de este camino, mientras que por el lado del cementerio tenía una salida secundaria al Camino de Jesús (posteriormente denominado avenida de Gaspar Aguilar). Así los habitantes del barrio tenían acceso tanto a los tranvías y autobuses que unían Silla y Catarroja con Valencia, como a la línea 9 del tranvía que daba servicio al cementerio. Al sur de la barriada se encontraba ya en construcción en aquel momento la Ciudad del Aprendiz.
El objetivo era ofrecer casas de alquileres muy bajos que fueran asequibles a las personas más modestas. El Grupo San Marcelino estaba promovido por el Patronato Benéfico de Nuestra Señora de los Desamparados, presidido por el arzobispo Marcelino Olaechea. Se trataba de un ejemplo de colonia situada a las afueras de la ciudad, cuyo entramado urbanístico utilizaba, pero que se desarrollaba con una elevada autonomía que consiguía incorporando instalaciones de servicios propias: escuela, iglesia –ambas con sus servicios anexos- y ocho locales comerciales.
La superficie total del solar del proyecto de viviendas sociales era de 23 268 m². Al formarse las cuatro manzanas, se crearon calles, por lo que la superficie realmente aprovechable se estimó en 17 420 m².
Las manzanas se numeraron del I al IV. De estas cuatro, el patronato solo poseía completamente los terrenos de la I y la IV. Tenía aproximadamente la mitad de la II y la III.
La manzana I, rodeada por las calles Juan Perpiñá, San Pío X y Arzobispo Olaechea, tenía una superficie en proyecto de 5130 m². Se componía de doce inmuebles con un total de 184 viviendas y cuatro locales comerciales. Ocho de los inmuebles tenían cuatro viviendas por planta, mientras que los otros cuatro solo tenían dos viviendas por planta. Había viviendas en las plantas bajas, donde también estaban –en los chaflanes- los cuatro locales comerciales. Con esta distribución se evitaba la necesidad legal de instalar ascensores, abaratando los alquileres.
Las viviendas se distribuyeron en tres categorías en función de su distribución interior. 144 tenían tres dormitorios, vestíbulo, cocina, comedor y galería. Otras dieciséis tenían la misma distribución pero con dos dormitorios. Las 24 más modestas también tenían dos dormitorios, pero carecían de galería y tenían unificados cocina y comedor.
La planta baja se situaba a ochenta centímetros de la rasante del suelo para evitar humedades. Se edificó en algunas partes de la fachada una falsa quinta planta parcial a efectos puramente estéticos.
El conjunto de la manzana se cerraba sobre un patio central, el cual contiene unos jardincillos privados de las viviendas de las plantas bajas y una gran superficie ajardinada de 1800 m² de uso comunal, que incluye juegos infantiles y es accesible desde todas las escaleras. Los jardincillos privados compensaban a las viviendas de los bajos la falta una galería para esparcimiento y tendido de ropa, elemento que tenían las demás viviendas.
La manzana II, rodeada por las calles Reverendo José Noguera, San Marcelino y Arzobispo Olaechea, tenía una superficie de 4800 m² en la que se proyectaba construir 132 viviendas y dos locales comerciales. De las viviendas, dos tenían cuatro dormitorios, 104 eran similares a las de tres dormitorios de la manzana I, ocho tenían tres dormitorios pero con la cocina y el comedor fusionados, y dieciocho correspondían al modelo más modesto de dos dormitorios y cocina-comedor. El emplazamiento de los locales comerciales y el uso de espacio central de la manzana era similar también al bloque I.
En la manzana III se habían proyectado 105 viviendas y dos locales comerciales. El uso de los espacios centrales de la manzana y el emplazamiento de los locales comerciales sigue el modelo de las otras dos manzanas. Respecto de la distribución de viviendas, hay pequeñas diferencias. Hay una vivienda de cuatro dormitorios y 88 de tres dormitorios y tres viviendas de dos dormitorios, en todos estos casos con la cocina y el comedor separados. Además había viviendas con cocina-comedor, siete de ellas con tres dormitorios y otras seis con dos.
Con estas tres primeras manzanas se pretendían conseguir 421 viviendas y ocho locales comerciales.
La manzana IV se destinaba a servicios. Incluía la iglesia, templo parroquial con sus servicios anejos y casa rectoral, y las escuelas, destinadas a la población residente. El grupo escolar ocupa la mitad de la manzana. El colegio está formado por seis grados escolares, seis viviendas para el personal de las escuelas y el salón de actos.
Las dimensiones previstas del templo no se consideraban suficientes para la población a la que iba dirigido y que se estimaba en 2500 personas. Dado que presupuestariamente era inviable construir una iglesia de mayos tamaño, se optó por edificar una mediana y utilizar de forma puntual el salón de actos escolar de forma que pudiera duplicarse la capacidad del templo.
La  iglesia seguía la disposición tradicional. Contaba con una sola nave de once metros de ancho por 35,50 metros de longitud, con capillas laterales entre pilares que dividían la nave en crujías de cuatro metros de luz, excepto en la zona anterior al presbiterio, donde se proyectó una cúpula, con un espacio a modo de crucero con 8,50 metros de largo por once metros de ancho. El presbiterio cuenta con una anchura igual a la de la iglesia y una profundidad de seis metros. Para reducir gastos, se descartaron las bóvedas, de forma que el templo se cubrió a dos aguas, soportándose mediante cuchillos metálicos que apoyaban directamente sobre los pilares de hormigón. Al evitar los empujes de la bóveda se redujeron las tensiones en los muros de cierre,  que de esta forma se pudieron disminuir en grosor hasta el mínimo preciso para conseguir el aislamiento térmico y acústico, y la protección contra la humedad. La iglesia tendría por techo un cielo raso compuesto por una serie de casetones de escayola colgados directamente de los cuchillos. La capilla de la comunión es una nave adosada al templo de 16,50 metros de largo por ocho de ancho.
Los servicios anejos al templo que se proyectaron fueron sacristía, racionalato, vestuario de sacerdotes, oficina parroquial, despacho del párroco, sanitarios y un reducido jardín. Estas dependencias se situaban en torno a un patio con jardín en forma de claustro, conectadas al presbiterio y a la capilla de la comunión, y con acceso independiente a la vía pública.
La torre campanario, de planta cuadrada, se proyectó exenta. Formaba el eje central del conjunto formado por la iglesia, la propia torre y la casa rectoral.
La casa rectoral, estaba formada por una planta baja, que acogía los locales de Acción Católica, con secretarías, despachos y sala de reunión, y dos plantas altas. Estas albergaban las viviendas del párroco y del vicario, cuya distribución interior incluía vestíbulo, despacho, comedor, cocina, despensa, baño, ropero y tres dormitorios. Al fondo del local de la planta baja se situaba la vivienda del sacristán, compuesta de vestíbulo, comedor, cocina, aseo y dos dormitorios. Junto esta casa había un amplio patio con jardinería emplazado como un clásico huerto parroquial.
El proyecto de grupo de viviendas presentaba varias deficiencias para su aprobación por la Comisión de Urbanismo municipal. Algunas de estas se debían a problemas con el emplazamiento y otras a características del proyecto. Independientemente, estaban la cuestión de la propiedad de las manzanas II y III, de las que el Patronato solo poseía una parte, y la financiación de la manzana IV.
Las manzanas II y III se encontraban dentro de la zona de quinientos metros de protección alrededor del Cementerio General. El problema venía de la aplicación de las Reales Órdenes de 5 de noviembre de 1925 y 18 de enero de 1926 sobre dicho perímetro de protección, que era una cuestión que no estaba clara. Se resolvió gracias a la intervención del arzobispo de Valencia, Marcelino Olaechea, quien como Presidente del Patronato, formuló un recurso de reposición, en el que señalaba dos razones de peso para la concesión de la licencia. Una era la construcción en la misma zona de protección y por el propio Ayuntamiento, del Hospital para Infecciosos, y junto al mismo la del Colegio de Sordomudos, obra de la Diputación Provincial. El segundo argumento era que el expediente para la construcción de este grupo había obtenido las ayudas del Instituto Nacional de la Vivienda y del de Crédito para la Reconstrucción Nacional, lo que suponía un reconocimiento explícito de su validez.
La manzana I excedía en altura por los elementos ornamentales que simulaban parte de una quinta planta. Aunque la memoria la señalaba su condición ornamental, la Comisión no los consideraba así. Además los locales comerciales situados en las plantas bajas no disponían de sanitarios ni de ventilación posterior. Finalmente, los voladizos sobresalían ochenta cm, que era el doble del máximo permitido. Estas objeciones desaparecieron una vez solucionado el problema de las manzanas II y III respecto de la distancia al Cementerio General.
En marzo de 1956 se presentó un nuevo proyecto que resumía lo ejecutado hasta el momento e incrementaba las obras a realizar. En las cuatro manzanas inicialmente previstas el Patronato había construido 400 viviendas. De ellas, 172 en la manzana I , cuya previsión original era 184; 126 en la manzana II (de 132 previstas); y 102 en la III (de 105). También se habían construido todos los locales comerciales. Pero la manzana IV no podía completarse porque  el Patronato no había conseguido financiación suficiente del Instituto de Crédito para la Reconstrucción Nacional. Sin dinero suficiente para afrontar toda la obra, el Patronato inició la construcción del salón de actos y de las escuelas utilizando sus fondos particulares y una subvención de 450 000 pesetas del Instituto Nacional de la Vivienda. La finalización del salón de actos permitió su uso para la celebración de misas, y dos locales se habilitaron para escuelas, mientras que un pequeño salón se destinó a tertulias. El Patronato se encargó también de la urbanización de la zona, disponiendo las redes de alcantarillado, agua potable y suministro eléctrico.
En 1956 se presentó el proyecto para la construcción de dos nuevas manzanas en San Marcelino, sobre terrenos adquiridos para la construcción de viviendas de renta limitada. El proyecto estaba firmado por el arquitecto Pablo Soler Lluch. Aunque la previsión original era construir dos manzanas con un total de 268 viviendas, finalmente solo se construyó la primera de ellas –limitada por las calles Arzobispo Olaechea, San Pio X y San Marcelino- y con un total de 124 alojamientos. Además se volvió a solicitar la edificación del templo parroquial y del colegio.
Las viviendas de esta nueva manzana se distribuyeron en cuatro grupos (tipos A, B, C y D) pero esta clasificación es confusa, ya que había hasta dieciocho opciones distintas de distribución. También variaba mucho la superficie (entre 49,35 y 89,28 m²), cuando en la manzana I el rango estaba entre 55 y 70 m².  Los alquileres de los tipos A, B y C eran de 100, 95 y 90 pesetas al mes.
El 16 de junio de 1976 se fundó la Asociación de Vecinos de San Marcelino, que ha promovido el progreso de las infraestructuras del barrio.

## Cultura
Los principales monumentos del barrio son la iglesia parroquial de San Marcelino Obispo y el teatro La Rambleta como Bien de Interés Cultural.
Esta instalación cuenta con 10 000 m², los cuales albergan un teatro, salas de ensayo para danza y una biblioteca especializada en música.
Las obras comenzaron en 2005 y finalizaron en 2012.
El barrio también cuenta con dos fallas: Falla Arzobispo Olaechea - San Marcelino (Falla Arquebisbe Olaechea - Sant Marcel·lí), fundada en 1959 y falla Ingeniero José Sirera - Pio IX, fundada en 1984.
Además de lo mencionado, en San Marcelino hay más monumentos. En el lado sur el barrio hay varias alquerías, que sería interesante catalogar e incluir en los bienes culturales no solo del barrio sino de la ciudad.

## Servicios
El parque de la Rambleta, con 140 000 m², contiene un paisaje de agua, el jardín de la Rambleta, un jardín mediterráneo, un palmeral y un jardín pantalla que lo separa del Cementerio de Valencia. Respecto a la vegetación, principalmente predominan olmos, sauces y pinos.